# Wim De Lathauwer
Wim De Lathauwer (09/07/1933 – Almería, 21 december 2004) was een Vlaams radiopresentator, omroeper, radioregisseur en televisiejournalist.
De Lathauwer begon zijn radiocarrière in 1957 als presentator van Het Soldatenhalfuurtje. Tot 1977 presenteerde hij samen met Gaby Moorgat en Johan Rogge de Inlichtingen voor duivenliefhebbers op Radio 1. Hij werkte voornamelijk voor Radio 1 als regisseur (o.a. De Tijd van Toen) en de Wereldomroep. Hij was ook presentator van verschillende shows (o.a. Canzonissima en Ontdek de Ster). Hij schreef in zijn thuisstad Dendermonde voor de krant "De Voorpost" o.a een hele reeks artikels over de diefstal van een paneel van "Het Lamgods". Na zijn pensioen verhuisde hij naar Almeria, Spanje alwaar hij eind 2004 overleed op 71-jarige leeftijd.